# بار النگو
بار النگو روستایی در استان نیانزا، کنیا می‌باشد.